# Tang Xuanzong (Li Longji)

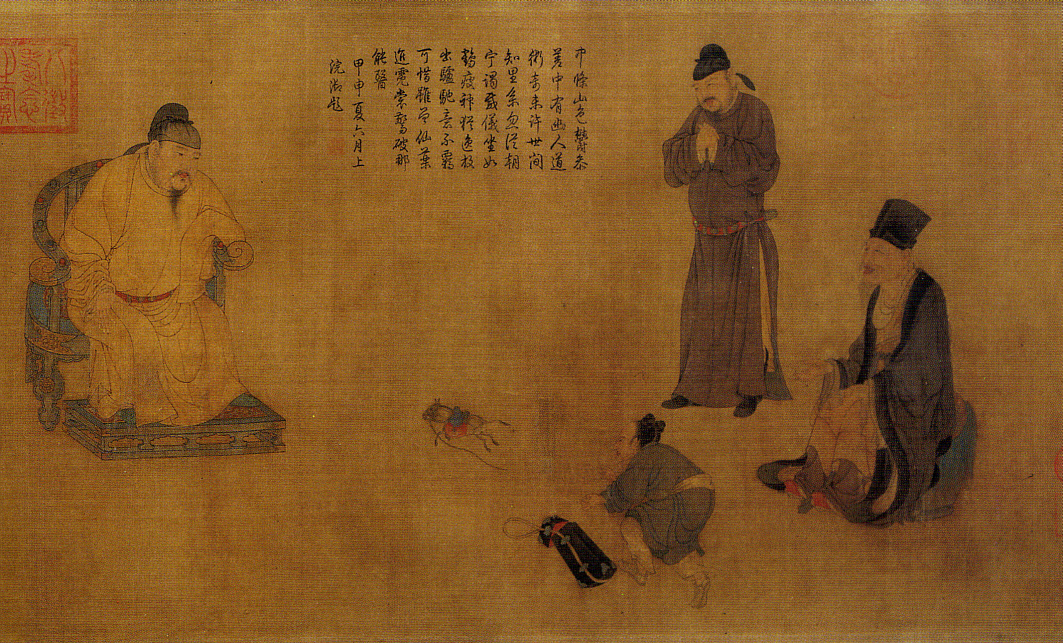
Kaiser Xuanzong empfängt den Weisen Zhang Guolao, Malerei von Ren Renfa (1254–1327)

Der Tang-Kaiser Xuanzong (chinesisch 唐玄宗, Pinyin Táng Xuánzōng; * 685; † 3. Mai 762), geboren als Li Longji (李隆基,  Lǐ Lóngjī), war einer der bekanntesten Kaiser Chinas. Seine Regierungszeit zwischen 712/13 und 756 markiert den Höhepunkt und jähen Absturz dieser Dynastie.

## Leben
Er wurde als Sohn Ruizongs unter dem Namen Lǐ Lōngjī geboren. Sein Vater war nur ein politischer Spielball in den Machtinteressen der Kaiserin Wu Zetian, seiner eigenen Mutter. Nach deren Entmachtung 705 wurde Ruizongs älterer Bruder Zhongzong formell Kaiser, aber faktisch regierte seine Frau, die Kaiserin Wei für ihn. 710 vergiftete sie Zhongzong kurzerhand wegen eines Seitensprungs und setzte ihren Sohn ein.
Ruizong hätte es vielleicht geduldet, aber dessen Sohn Li Longji (alias Xuanzong) nicht. Er wollte keine zweite Wu Zetian, drang in den Palast ein und ließ die Kaiserin Wei und ihre gesamte Familie hinrichten. Dann setzte er seinen Vater als Kaiser ein, trat aber nach Auseinandersetzungen mit seiner Tante 712/13 die Regierung schrittweise selbst an.
Unter Kaiser Xuanzong erlebte Tang-China zunächst ein Goldenes Zeitalter des Friedens, der Kultur und Gelehrsamkeit. Für die Dichtkunst steht heute z. B. der trinkfeste Li Bai, der 742 auch kurze Zeit am Hofe lebte. Für innenpolitische Reformen stand z. B. der Minister Zhang Jiuling, bis er 736 durch Li Linfu († 752) gestürzt wurde. Außenpolitisch wurden die Grenzen trotz einiger Misserfolge weit vorgeschoben. Erst in der Schlacht am Talas wurde 751 der chinesische Vormarsch durch die Araber endgültig gestoppt.

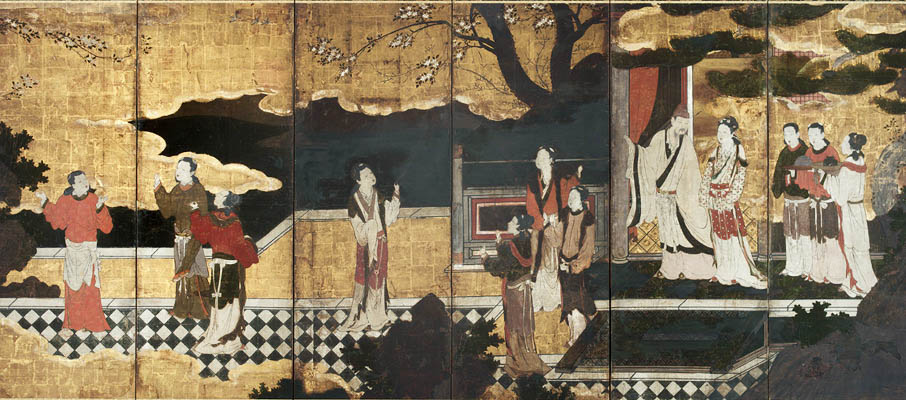
Xuanzong mit seiner Konkubine Yang Guifei umgeben von seinem Hofstaat, Wandschirm des japanischen Künstlers Kanō Eitoku (1543–1590)

Aber der Kaiser verfiel durch Vergnügungen und daoistische Studien bald der Trägheit und wurde ein willenloses Werkzeug zweier Günstlinge und einer Nebenfrau namens Yang Guifei. Der erste Minister Li Linfu leitete über zwanzig Jahre lang die Regierung und konnte 737 sogar die Hinrichtung dreier Söhne Xuanzongs erwirken, darunter der Kronprinz. Nach seinem Tod bekam Yang Guifeis Vetter Yang Guozhong den Posten des ersten Ministers, verstrickte sich aber in einen Machtkampf mit dem General An Lushan, der quasi der Statthalter der nördlichen Provinzen war und auch gern erster Minister geworden wäre. Der Kaiser tat nichts, um die beiden Rivalen zu trennen oder in ihrer Macht zu beschränken.
Inzwischen machten sich die erhöhten Militärausgaben ständiger Kriege entlang der Seidenstraße in erhöhten Steuern bemerkbar. In der Regierung herrschte Streit zwischen den adligen und den durch staatliche Prüfungen gewonnenen Beamten, während sich der alte Kaiser vollständig ins Privatleben zurückzog und die Eunuchen wie z. B. Gao Lishi als Mittelsleute einsetzte. In der Armee hatten sich Berufssoldaten breitgemacht, die Generäle hatten zu große Kompetenzen bekommen, da Li Linfu der Zivilverwaltung in den Provinzen misstraute und mit den Militärs ein Gegengewicht schaffen wollte.
Kurz, der Staat geriet aus den Fugen und Kaiser Xuanzong nahm es nicht wahr bzw. hätte das Problem auch kaum noch lösen können.
Als er um Leben und Ämter fürchten musste, zettelte An Lushan 755 einen Aufstand an, der durch Hungersnot aufgrund von Dürre und Überschwemmungen in Mittelchina schnell Zulauf fand. An Lushan eroberte 755/56 Luoyang und Chang’an, beide Städte wurden geplündert und verwüstet. Seine Erfolge gegen die Tang-Truppen zwangen den Kaiser zur Flucht nach Chengdu in Sichuan. Auf dem Weg dorthin richteten die Garden Yang Guozhong hin und zwangen den hilflosen Kaiser, auch Yang Guifei hinrichten zu lassen, da man beide für den Aufstand An Lushans verantwortlich machte. Den Verlust Yang Guifeis bedauerte Xuanzong bis zu seinem Tod.
Der Kronprinz Suzong floh nach Gansu und nahm dort ohne Rücksicht auf seinen Vater den Kaisertitel an, woraufhin dieser auch formal abdankte (August/September 756). Xuanzong starb am 3. Mai 762 etwa ein Jahr vor dem Ende des Aufstandes, welcher einem Großteil der Bevölkerung das Leben gekostet und die Gesellschaft ins Chaos gestürzt hatte.